# Венцель, Карл Фридрих
Карл Фридрих Венцель (нем. Carl-Friedrich Wenzel; 1740, Дрезден — 26 февраля 1793, Фрайберг, курфюршество Саксония, Священная Римская империя) — немецкий химик, металлург, руководитель горного дела во Фрайберге (с 1780), химик Мейсенской фарфоровой фабрики (с 1786).

## Биография
Родился в семье мастера переплетных дел, который желал сделать сына продолжателем семейного дела. Но юноша стремился учиться и в 1755 году отправился в путешествия, посетил ряд стран,
побывал в Гренландии, затем поселился в Амстердам, где изучал медицину. Кончив обучение, вступил в качестве врача во флот и находился несколько лет на голландской морской службе. В 1766 году устав от морской жизни, возвратился в Саксонию, и стал изучать химию в Лейпцигском университете. Затем посвятил себя металлургии в Саксонии с таким успехом, что в 1780 году был назначен химиком в литейные цеха Фрайберга.
Позже, стал директором Фрайбергских горных заводов. С 1786 года работал химиком-арканистом Мейсенской фарфоровой фабрики.
Умер в 1793 г. в Фрайберге.

## Научная деятельность
Оставаясь алхимиком и одним из последних адептов алхимического учения, в 1773 году издал книгу «Введение в высшую химию». Но это направление нисколько не помешало К. Ф. Венцелю внести в химическую науку весьма важные факты и новые данные, которые вошли в его сочинение «Учение о сродстве тел» («Vorlesungen über die chemische Verwandshaft der Körper», 1777). В нём К. Ф. Венцель показал, что скорость растворения металлов в кислотах пропорциональна концентрации кислот. Первым доказал путём прекрасно сделанных анализов так называемый закон сохранения нейтральности. Закон этот состоит в том, что при смешении растворов двух нейтральных солей может происходить (и всегда происходит) обмен между их составными частями, при чём появляются две новые соли (только такие случаи и изучал К. Ф. Венцель); эти соли непременно остаются нейтральными. В том же труде высказал мысль, которую считал само собой очевидной, что вещества соединяются в постоянных отношениях, не зависящих от внешних условий.
Работы Венцеля подготовили почву для открытия закона эквивалентов.
Работа эта имела большой успех; труд учёного вышел в 1779 году вторым изданием; но труды К. Ф. Венцеля были вскоре забыты, и только Й. Я. Берцелиус в начале XIX века обратил на них своё внимание и внимание европейских ученых (при чём, однако, приписал К. Ф. Венцелю почти все работы другого химика — И. Б. Рихтера).

## Избранные труды
- Einleitung zur höheren Chemie. Leipzig, (1774)
- Lehre von der Verwandtschaft der Körper. Dresden (1777, 2. Aufl. 1782);
- Chymische Untersuchung des Flußspates. Dresden (1783)
- Chymische Versuche, die Metalle vermittelst der Reverberation in ihre Bestandtheile zu zerlegen. Kopenhagen (1781)
- Ueber das Schießen in Bergwerken und Steinbrüchen. Bergmänn. Journal II, (1790)
- Ueber die vortheilhafteste Art, Zinnerze zu probiren. Neues bergmänn. Journal I, (1795)